# Dong Na
Dong Na (chinesisch 東娜, Pinyin Dong Na; * 14. Juli 2003) ist eine chinesische Tennisspielerin.

## Karriere
Dong spielt hauptsächlich Turniere auf der ITF Women’s World Tennis Tour, auf der sie bislang einen Titel im Doppel gewinnen konnte.

### College Tennis
Dong spielt seit Herbst 2024 für das Damentennisteam der Lady Bears der Baylor University.

## Turniersiege

### Doppel
| Nr. | Datum           | Turnier  | Kategorie | Belag     | Partnerin        | Finalgegnerinnen             | Ergebnis         |
| --- | --------------- | -------- | --------- | --------- | ---------------- | ---------------------------- | ---------------- |
| 1.  | 1. Oktober 2022 | Monastir | ITF W15   | Hartplatz | Jennifer Luikham | Abigail Amos Arabella Koller | 6:7, 6:4, [10:6] |